# Sean McNamara
Sean McNamara (Burbank, California; 9 de mayo de 1962) es un director, productor, guionista y actor estadounidense.

## Filmografía

### Películas
- Galgameth (1996)
- Casper, la primera aventura (1997)
- Casper y la mágica Wendy (1998)
- 3 Ninjas: High Noon at Mega Mountain (1998)
- Raise Your Voice (2004)
- Bratz (2007)
- Soul Surfer (2011)
- Robosapien: Rebooted (2013)
- Field of Lost Shoes (2014)
- Fairy Tail: la película (2014)
- The Moon and the Sun (2015)
- The Miracle Season (2018)[2]

### Televisión
- A.N.T. Farm (director) (2012)
- Jessie (director) (2012)
- Kickin' it (director) (2011-2012)
- Shake It Up (director) (2011)
- Zeke & Luther (director) (2009)
- Un cerebro animado (2007) (productor ejecutivo - 19 episodios)
- Dance Revolution (productor ejecutivo, director) (2006)
- Cake (productor ejecutivo, director) (2006)
- Beyond the Break (productor ejecutivo, director) (2006)
- Just for Kicks (productor ejecutivo, director) (2006)
- That's So Raven (productor ejecutivo, director)  (2003–2006)
- Even Stevens (productor ejecutivo, director) (2001–2003)
- The Secret World of Alex Mack (productor)  (1994)
- Kids Incorporated (productor) (1984)